# Скляренко, Андрей Александрович
Андре́й Александрович Скляре́нко (род. 10 января 1976) — казахстанский легкоатлет, специалист по барьерному бегу. Выступал за сборную Казахстана по лёгкой атлетике в 1994—2002 годах, серебряный призёр Азиатских игр, бронзовый призёр чемпионата Азии, трёхкратный чемпион Центральноазиатских игр, действующий рекордсмен страны в беге на 50 метров с барьерами в помещении, участник чемпионатов мира 1997 года в Афинах и 2001 года в Эдмонтоне.

## Биография
Андрей Скляренко родился 10 января 1976 года. Занимался лёгкой атлетикой в Алма-Ате, выступал за Казахскую ССР и добровольное спортивное общество «Трудовые резервы».
В мае 1992 года на соревнованиях в Алма-Ате в беге на 110 метров с барьерами показал четвёртый результат сезона среди юношей в СНГ — 15,57.
Первого серьёзного успеха на международном уровне добился в сезоне 1994 года, когда вошёл в состав казахстанской сборной и выступил на юниорском азиатском первенстве в Джакарте, где с результатом 14,45 выиграл серебряную медаль в зачёте бега на 110 метров с барьерами, уступив лишь катарцу Мубараку Хасифу. В той же дисциплине стартовал на юниорском мировом первенстве в Лиссабоне, но в финал не вышел.
В 1995 году в 110-метровом барьерном беге одержал победу на Центральноазиатских играх в Ташкенте.
В 1997 году бежал 110 метров с барьерами на чемпионате мира в Афинах, победил на домашних Центральноазиатских играх в Алма-Ате.
В 1998 году превзошёл всех соперников на соревнованиях в Стамбуле, установив при этом свой личный рекорд в барьерном беге на 110 метров — 13,78. Помимо этого, взял бронзу на чемпионате Азии в Фукуоке и получил серебро на Азиатских играх в Бангкоке.
В 1999 году на Легкоатлетических соревнованиях памяти Эдуарда Яламова стал серебряным призёром в беге на 50 метров с барьерами и установил ныне действующий рекорд Казахстана в данной дисциплине — 6,4, тогда как на зимнем чемпионате России в Москве установил личный рекорд в беге на 60 метров с барьерами — 7,87. Помимо этого, выиграл бег на 110 метров с барьерами на Центральноазиатских играх в Бишкеке.
В 2000 году отметился победами на международных турнирах в Алма-Ате и Бишкеке, стал бронзовым призёром на Мемориале братьев Знаменских в Санкт-Петербурге.
В 2001 году стартовал в беге на 110 метров с барьерами на чемпионате мира в Эдмонтоне.
Завершил спортивную карьеру по окончании сезона 2002 года.